# ديفيد موراي (لاعب اتحاد الرغبي)
ديفيد موراي (بالإنجليزية: David Murray)‏ هو لاعب اتحاد الرغبي جنوب أفريقي، ولد في 7 مارس 1995 في بورت إليزابيث في جنوب أفريقيا.